# كريستي هيكي
كريستي هيكي (بالإنجليزية: Kirsty Hickey)‏ هي ممثلة بريطانية، ولدت في 17 يناير 1996 في لندن في المملكة المتحدة.

## وصلات خارجية
- كريستي هيكي على موقع IMDb (الإنجليزية)